# Portugal Rugby Youth Festival
O Portugal Rugby Youth Festival é um festival de rugby juvenil organizado pela Move Sports, com o objectivo de proporcionar uma experiência única a todos os jovens praticante desta modalidade através deste evento que reúne atletas dos mais diferentes países.

## Introdução
O Portugal Rugby Youth Festival está rapidamente a estabelecer-se como o melhor torneio europeu de rugby para equipas juvenis (clubes e escolas). Este evento dá às equipas uma experiência inesquecível dentro e fora do campo. Jogos de rugby contra adversários internacionais, actividades de lazer e entretenimento emocionantes - tudo numa das cidades mais excitantes da Europa, com seu clima quente e praias de areia branca.
O que torna este evento único, em comparação com os actuais torneios de rugby, é o excelente padrão de instalações de jogo e organização do evento, o entretenimento envolvidos, a escolha do tipo de alojamento, segurança de alto padrão, bem como as experiências especiais do anfitrião da cidade de Lisboa oferece.
O local da competição é a bela região do Vale do Jamor com as suas excelentes instalações, incluindo o seu emblemático e histórico estádio. Ao longo das suas edições anteriores tem contado com a participação da maioria dos clubes de Portugal mas também alguns países de Espanha, Inglaterra, País de Gales, Escócia, Irlanda, França, Itália, Holanda, Alemanha, Bélgica, Malta, Gibraltar, Suécia, EUA, Argentina, Brasil, Canadá, Zimbabwe, Namibia, África do Sul, Austrália e Nova Zelândia.

## Edições Anteriores
2009 (1ª Edição):
Vencedor (U12): Belenenses (Portugal)
Vencedor (U14): ARN Associação de Rugby do Norte (Portugal)
Vencedor (U16): G. D. Direito (Portugal)
Vencedor (U18): Crawshays Welsh RFC (Wales)

2010 (2ª Edição):
Vencedor (U12): Buffalos RFC (País de Gales)
Vencedor (U14): ARS Associação de Rugby do Sul (Portugal)
Vencedor (U16): President XV (Portugal)
Vencedor (U18): Bath Rugby (Inglaterra)

2011 (3ª Edição):
Vencedor Taça TMN (S13): Buffalos RFC (País de Gales)
Vencedor Taça TMN (S15): Clifton RFC (Inglaterra)
Vencedor Taça TMN (S17): CDUP (Portugal)
Vencedor Taça TMN (S19): Crawshays Welsh RFC (País de Gales)

Prémio Lipton Melhor Jogador (S13): Josh Reid (Buffalos RFC)
Prémio Lipton Melhor Jogador (S15): Luis Brito e Faro (ARN)
Prémio Lipton Melhor Jogador (S17): Tomás Branca (CDUP)
Prémio Lipton Melhor Jogador (S19): Jonny Morgan (Crawshays W. RFC)

2012 (4ª Edição):
Vencedor (S13): Belenenses (Portugal)
Vencedor (S15): GDS Cascais (Portugal)
Vencedor (S17): GD Direito (Portugal)
Vencedor (Feminino): SL Benfica (Portugal)
Vencedor (S19): Crawshays Welsh RFC (País de Gales)

Prémio BES Melhor Jogador (S13): Diogo Cabral (Belenenses)
Prémio BES Melhor Jogador (S15): Vicente Vaz (GDS Cascais)
Prémio BES Melhor Jogador (S17): João Antunes (GD Direito)
Prémio BES Melhor Jogador (S19): Keinon Meek (Crawshays W. RFC)
Prémio BES Melhor Jogadora (Feminino): Catarina Silva (SL Benfica)

2024:
Vencedor (S13): GDS Cascais

## Próximas Edições
A próxima edição realizar-se-á nos dias 4 e 5 de Maio de 2013 e espera receber mais equipas vindas de diversos países.

## Embaixador
Na edição passada a organização teve a honra de eleger o Sir P.R.J. Williams como seu embaixador.
Eis um excerto do comunicado: "JPR Williams (Wales) will be the 2012 Portugal Rugby Festival Ambassador
Move Sports is delighted to inform that rugby legend JPR Williams (Wales) will be in Portugal for the Portugal Rugby Festival 2012. A name synonymous with Welsh rugby of the 1970s, John Peter Rhys Williams thrilled fans in a career spanning over ten years. His trademark sideburns and cavalier style made him one of the most recognisable figures in rugby and in world sport. Tough as nails, JPR had a habit of making crunching tackles on opponents who would normally have otherwise scored.
In a twelve year period, JPR helped Wales to six Triple Crowns and three Grand Slams. He has an unbeaten record against England, and took part in British & Irish Lions wins over New Zealand and South Africa.
In total, with much less rugby played back then, he tallied up 55 caps for Wales and 8 for the British Lions.
Enjoy the link with some footage of JPRs best bits of action on the rugby field. He will forever be remembered as a great of the game who played in, and contributed to a wonderful era of Welsh rugby."